# Catro Vellos Mariñeiros
Canción gallega que alcanzó gran popularidad en la segunda mitad del siglo XX. Fue compuesta en Santiago de Compostela por el escritor y músico aficionado José Travieso Quelleen el año 1945, en una tertulia de amigos que se reunían a diario en la taberna “O Sete Velo” situada en la calle “A Raiña”. Se trataba de un grupo de estudiantes y de jóvenes de diferente condición que se divertían inventando e interpretando melodías, acompañándolas con algún instrumento de cuerda. El joven José Travieso recogió algunos de aquellos fragmentos melódicos, les dio forma, y les puso una letra inspirada en las labores marineras de los pescadores de Vivero, su pueblo natal.
La canción, a compás de ¾, se interpreta habitualmente en tonalidad de La Mayor. La cadencia de la estrofa se monta sobre una secuencia rítmica picada, inspirada posiblemente en alguna danza saltarina de tamboril de origen castellano o vasco-navarro.
La popularidad de la canción ha tenido eslabones importantes dignos de mención. Un maestro y músico compostelano destinado en Celeiro, Carlos Adrán Cambón, interpretó en Lugo, al frente de la agrupación “Coros y danzas de Cillero”, en el año 1954, la canción que tantas veces había escuchado en los bares de la zona monumental de Santiago. Algunas versiones a destacar que se han grabado de “Catro Vellos Mariñeiros” han sido, aparte de las de diferentes corales de toda Galicia y de algunos centros gallegos, la del dúo “María e Xavier” a finales de la década de los sesenta, la del cantante mugardés Xoán Rubia algún tiempo después, y, más recientemente, la de “Escolma de Meus” de Vivero, el dúo “Liah and Kelly” y la de las agrupaciones “A Roda” y “Treixadura”.